# Pallenopsis cidaribatus
Pallenopsis cidaribatus is een zeespin uit de familie Pallenopsidae. De soort behoort tot het geslacht Pallenopsis. Pallenopsis cidaribatus werd in 1975 voor het eerst wetenschappelijk beschreven door Child. 